# Endingen am Kaiserstuhl
Endingen am Kaiserstuhl es un pequeño poblado en el distrito de Emmendingen, en el suroeste de Baden-Wurtemberg, en Alemania. Es una de las localidades de origen de los primeros colonos de la Colonia Tovar, en Venezuela.

## Geografía

### Situación geográfica
El poblado de Endingen, junto con sus vecinos de Amoltern, Kiechlinsbergen y Königschaffhausen, se encuentra al norte de la región vinícola del Kaiserstuhl. Al sur de la misma se halla el Katharinenberg (montaña de Santa Catalina), y en su punto más alto se levanta la capilla de Santa Catalina (Katharinenkapelle). Con sus 492 metros de altura, es la cumbre más alta del Kaiserstuhl.

### Municipios vecinos
Los poblados más cercanos son (en sentido horario desde el oeste): Sasbach, Wyhl am Kaiserstuhl, Forchheim, Riegel, Bahlingen, todos en el distrito de Emmendingen, y Vogtsburg en el distrito de Brisgovia-Alta Selva Negra.

### Clima
La ciudad está situada en una de las zonas más cálidas de Alemania, el Kaiserstuhl. El clima mediterráneo se refleja en la calidad de los vinos producidos.

## Historia
Endingen fue mencionada por primera vez en un documento del año 862. Por muchos siglos perteneció a los señores de Endingen, luego pasó a manos de los señores de Üsenberg, que entre 1285 y 1286 le otorgaron los derechos de ciudad. Después de la extinción de los Üsenberg en 1379, la ciudad pasó al dominio de los Habsburgo y fue asignada a la Austria Anterior, y a principios del siglo XV obtuvo la condición de ciudad imperial libre.

## Ciudades hermanadas
- Colonia Tovar, Venezuela
- Erstein, Francia
- Coulonges-sur-l'Autize, Francia